# Joven Orquesta de la Unión Europea
La Joven Orquesta de la Unión Europea es una orquesta de formación para jóvenes de la Unión Europea (UE). Está financiada por la propia administración de la UE, así como por algunos de sus Estados miembros. En ella coinciden músicos jóvenes con talento procedentes de la Unión junto con profesores reconocidos internacionalmente para conformar una orquesta renombrada a escala internacional.
Su sede está en Ferrara.

## Historia
La Joven Orquesta de la Comunidad Europea, como se llamó inicialmente, se creó en 1978 en el espíritu del ideal europeo del trabajo conjunto para conseguir paz y comprensión social y para conseguir una de las mejores de aficionados del mundo. Fue promovida por Lionel y Joy Bryer con apoyo por parte del Parlamento Europeo y la Comisión Europea. Fue designada para proporcionar una experiencia de desarrollo profesional para jóvenes músicos de valor incalculable.

## Financiación
La Joven Orquesta de la Unión Europea se sostiene económicamente mediante el presupuesto de la Unión Europea destinado a Apoyar a organizaciones que promueven la Cultura Europea, y por veintisiete gobiernos de Estados miembros de la Unión Europea.

## Miembros
Los 140 jóvenes músicos son seleccionados mediante audiciones que atraen a más de 4000 jóvenes. Los aspirantes han de tener entre 14 y 24 años y son admitidos por un periodo de 12 meses, tras los que deben volver a presentarse a una nueva audición si quieren continuar en la orquesta. Sobre el 90% de los músicos siguen hasta encontrar plazas en orquestas profesionales.
El director musical es Vladimir Ashkenazy.

## Conciertos y giras
La Joven Orquesta de la Unión Europea participa regularmente en los programas de la Capital Europea de la Cultura y en los Proms de la BBC en el Royal Albert Hall de Londres. La orquesta hace giras a través de Europa con regularidad, aunque también ha visitado China, Hong Kong, Japón, India, Norteamérica y Suramérica. En abril de 2007 fue invitada a interpretar dos conciertos en Kazajistán.